# Галапагос
Гала́пагос (Галапаго́с, архипела́г Коло́н, Галапаго́сские острова́, Черепа́шьи острова́, Галапаго́сы; исп. Islas Galápagos, от исп. galápago — разновидность водяных черепах и название седла, похожего на форму некоторых черепах с Галапагосов, исп. Archipiélago de Colón) — группа островов на востоке экваториальной части Тихого океана, в 972 км к западу от Эквадора, состоящая из 13 основных вулканических островов, 6 небольших островов и 107 скал и намывных территорий. Считается, что первый остров был сформирован 5—10 млн лет назад в результате тектонической активности. Самые молодые острова — Исабела, Фернандина, Бартоломе — до сих пор на стадии формирования, последнее вулканическое извержение наблюдалось в 2022 году.
Острова Галапагос принадлежат государству Эквадор и составляют одноимённую провинцию. Население архипелага составляет 25 124 человек (2010). Площадь — 8010 км².
Острова известны прежде всего большим количеством местных видов фауны и проведённым здесь исследованием Чарлза Дарвина, которое послужило для него первым толчком к созданию эволюционной теории происхождения видов.
Главный город — Пуэрто-Айора.

## Происхождение названия
Острова получили своё название от водившихся на них гигантских черепах, по-испански называвшихся во множественном числе galápagos — «наземные черепахи».

## История
Галапагосские острова были официально открыты в марте 1535 года священником испанского происхождения Томасом де Берланга, который отправился на корабле из Панамы в Перу, но случайно отклонился от намеченного пути.
12 февраля 1832 года Галапагосские острова были аннексированы Эквадором.
В 1835 году состоялась экспедиция, в составе которой командир корабля Роберт Фицрой и молодой натуралист Чарлз Дарвин исследовали острова.
В 1936 году острова были объявлены национальным парком (до этого острова были местом ссылки каторжников), в 1978 году — всемирным наследием ЮНЕСКО, а в 1985 году — заповедником всемирной биосферы. В 1953 году на островах побывал Тур Хейердал в поисках наследия инков.

## География
Острова расположены близ экватора, от 1° 40′ с. ш. до 1° 36′ ю. ш., и от 89° 16′ до 92° 01′ з. д.
На островах почти отсутствуют источники пресной воды.
Архипелаг знаменит своими флорой и фауной. Большое количество обитателей архипелага — эндемики, привлекает множество туристов. Здесь широко распространено подводное плавание с аквалангом.
Вулкан Вулф — самая высокая точка островов (1707 м над уровнем моря).

## Климат
Несмотря на широту, из-за холодного течения климат на островах Галапагос намного прохладнее других территорий на экваторе. Температура воды иногда понижается до 20 °C, а среднегодовая составляет 23—24 °C.

## Охрана архипелага

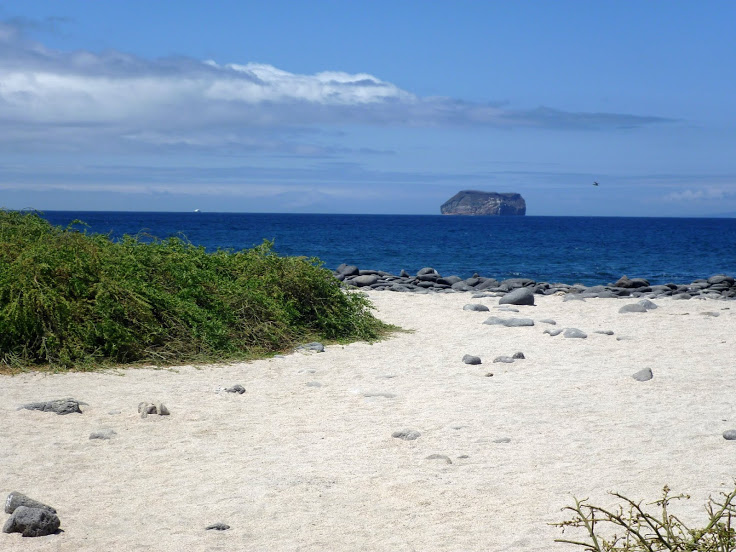
Галапагосские острова. Пляж на острове Симор-Норте с видом на остров Дафне

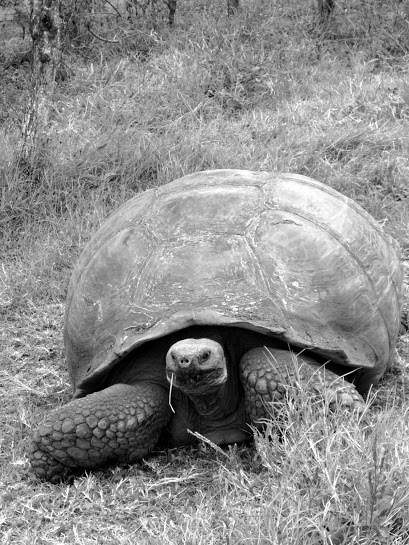
Галапагосские острова. Слоновая черепаха на острове Санта-Крус

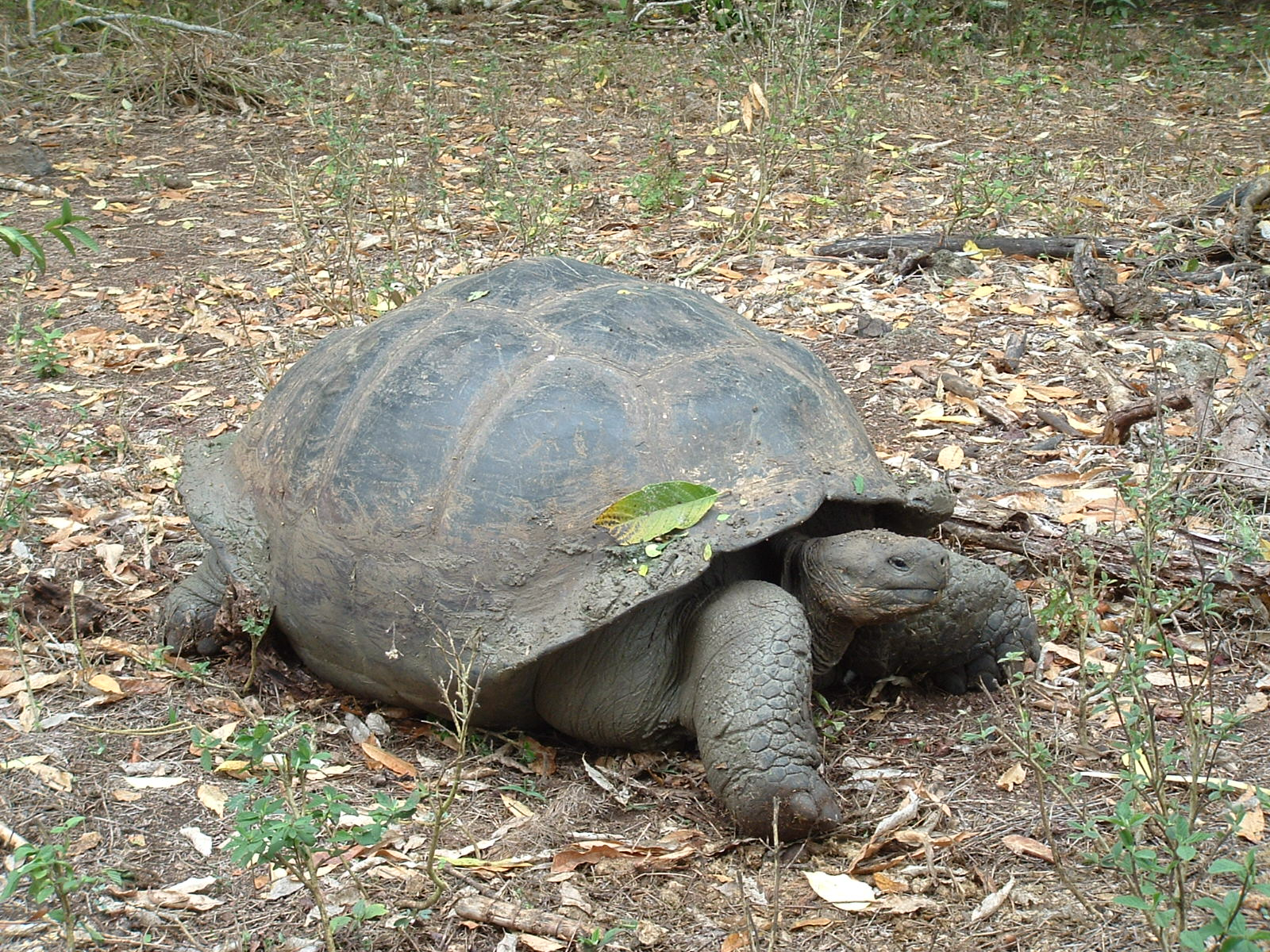
Слоновая черепаха

Хотя первое природоохранное законодательство на архипелаге было принято ещё в 1934 году, а в 1936 году дополнено, до конца 1950-х годов не было принято никаких действий по контролю за местной флорой и фауной. Лишь в 1955 году Международный союз охраны природы совершил ознакомительную миссию по обследованию архипелага. Спустя 2 года (в 1957 году) ЮНЕСКО при содействии правительства Эквадора организовала другую экспедицию для изучения ситуации по сохранению природы на архипелаге и выбора участка для постройки станции исследования.

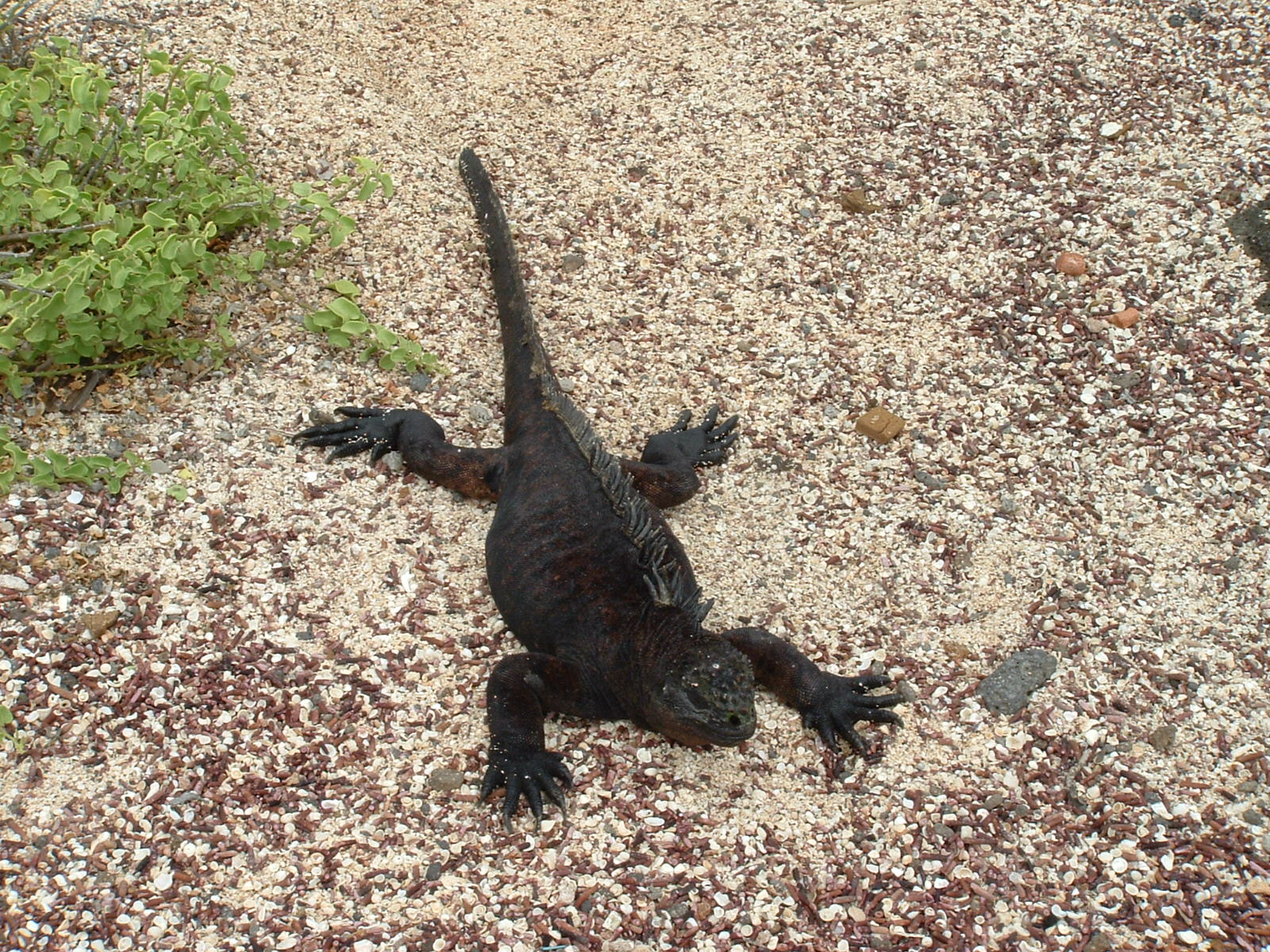
Морская игуана (Amblyrhynchus cristatus)

В 1959 году, в столетний юбилей первой публикации «Происхождения видов» Чарлза Дарвина, правительство Эквадора объявило о создании национального парка на островах, общая площадь которого составила 97,5 % всей суши архипелага. В тот же год был основан международный Фонд Чарльза Дарвина со штаб-квартирой в Брюсселе. Первоначальные цели Фонда заключались в гарантии сохранения уникальной экосистемы Галапагосских островов и продвижении научных исследований, необходимых для охраны природы. Работа по сохранению началась с учреждения в 1964 году исследовательской станции Чарльза Дарвина на острове Санта-Крус. В первые годы работниками станции были проведены работы по выведению с архипелага завезённых, неродных видов животных и растений, а также по защите коренных видов. В настоящее время[когда?] учёные на островах в основном занимаются чистым исследованием фауны и флоры, преследуя цели охраны природы.

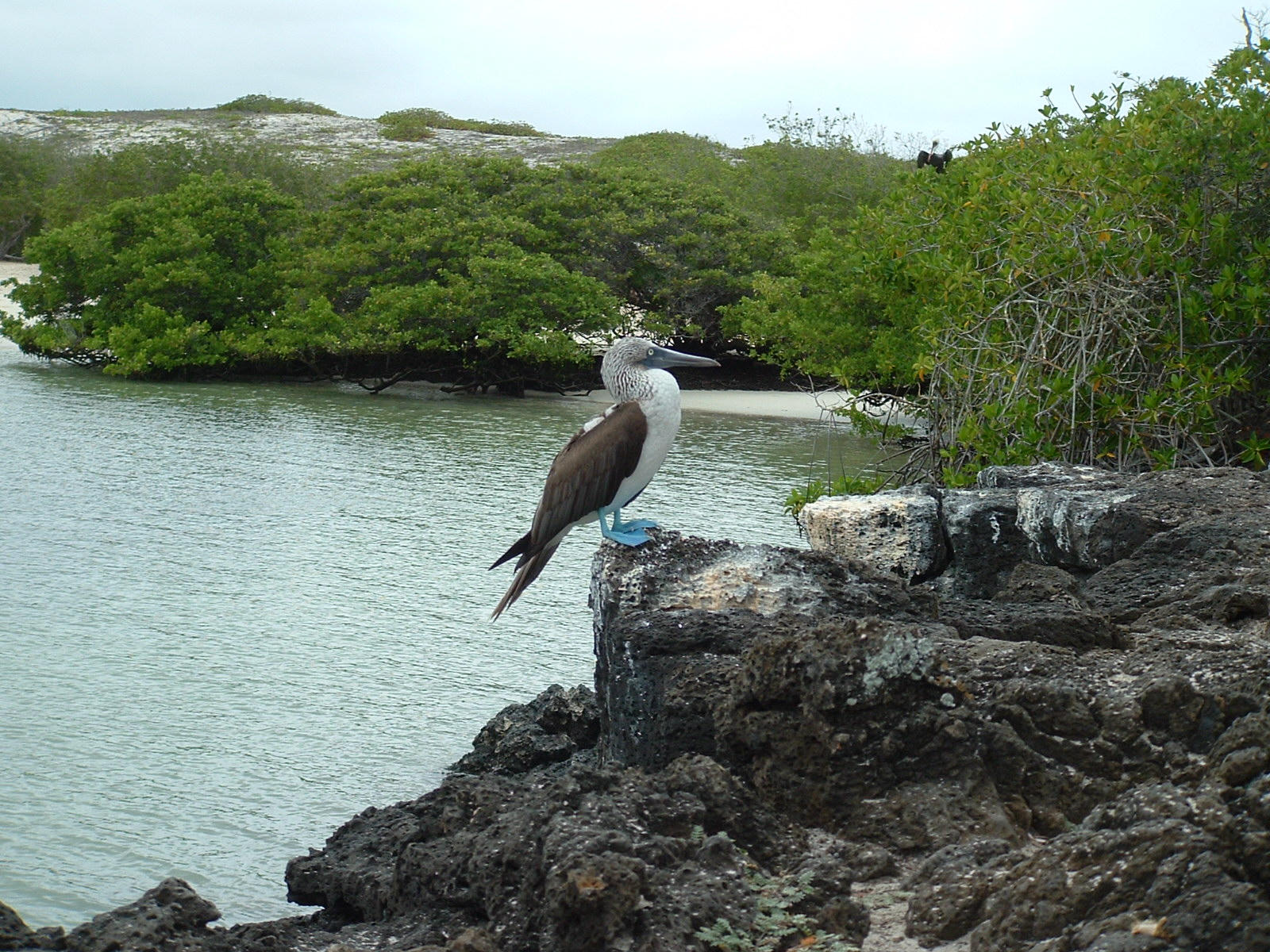
Голубоногая олуша (Sula nebouxii)

После основания Национального парка на острове поселились от 1000 до 2000 человек. В 1972 году была проведена перепись населения, и на её основании на архипелаге числилось уже около 3488 человек. К 1980-м годам население значительно возросло, достигнув 15 000 человек, а в 2006 году по приблизительным оценкам на островах насчитывалось уже около 25 000 человек.
В 1986 году окружающая акватория общей площадью 70 000 км² была объявлена «морской природоохранной зоной», второй по размеру после Австралийского Большого Барьерного рифа. В 1990 году архипелаг стал прибежищем для китов. В 1978 году ЮНЕСКО объявила острова территорией всемирного наследия, а в 1985 году — биосферным заповедником.
В 2022 году на островах обнаружили новый вид гигантских черепах.

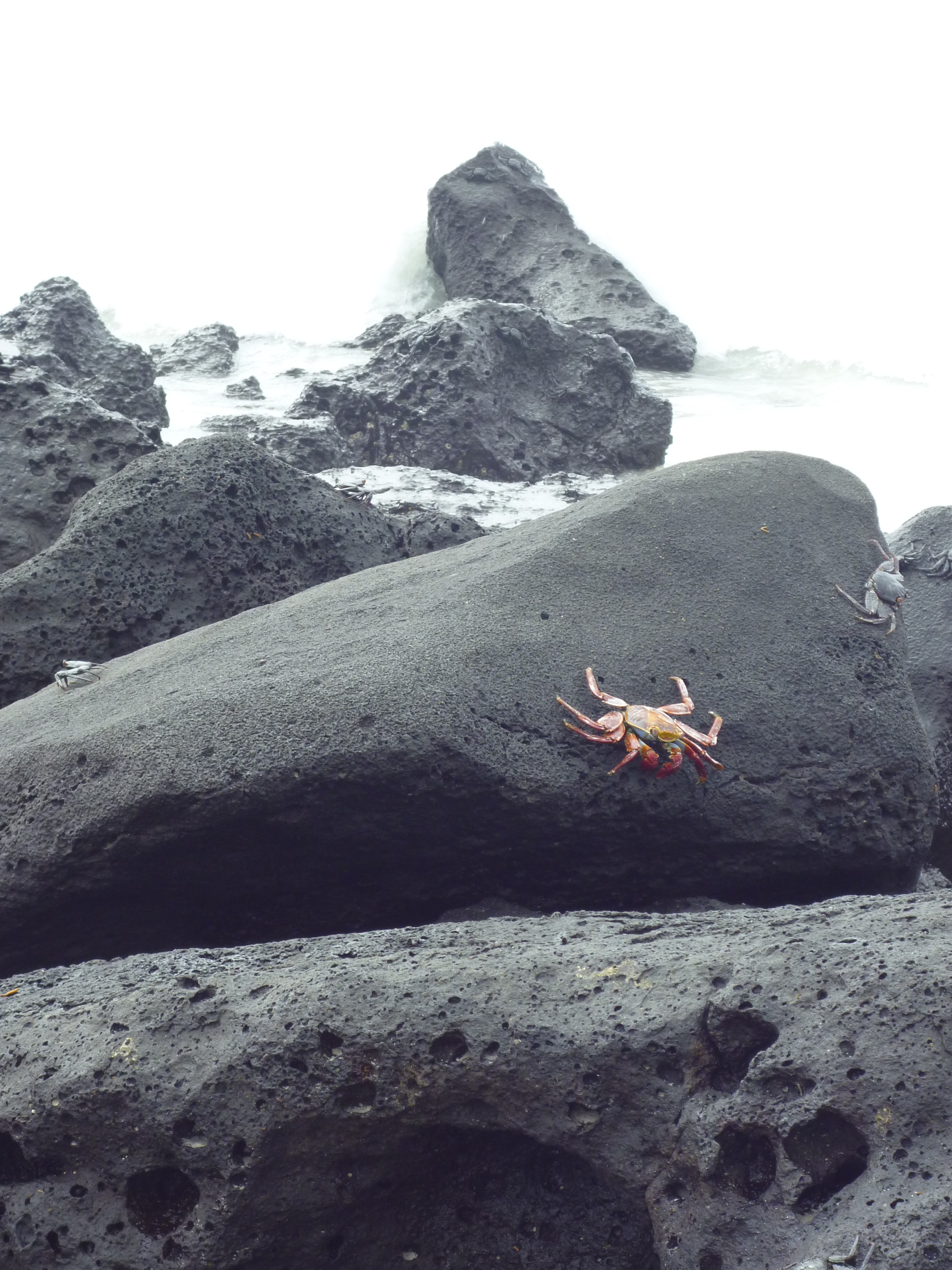
Grapsus grapsus
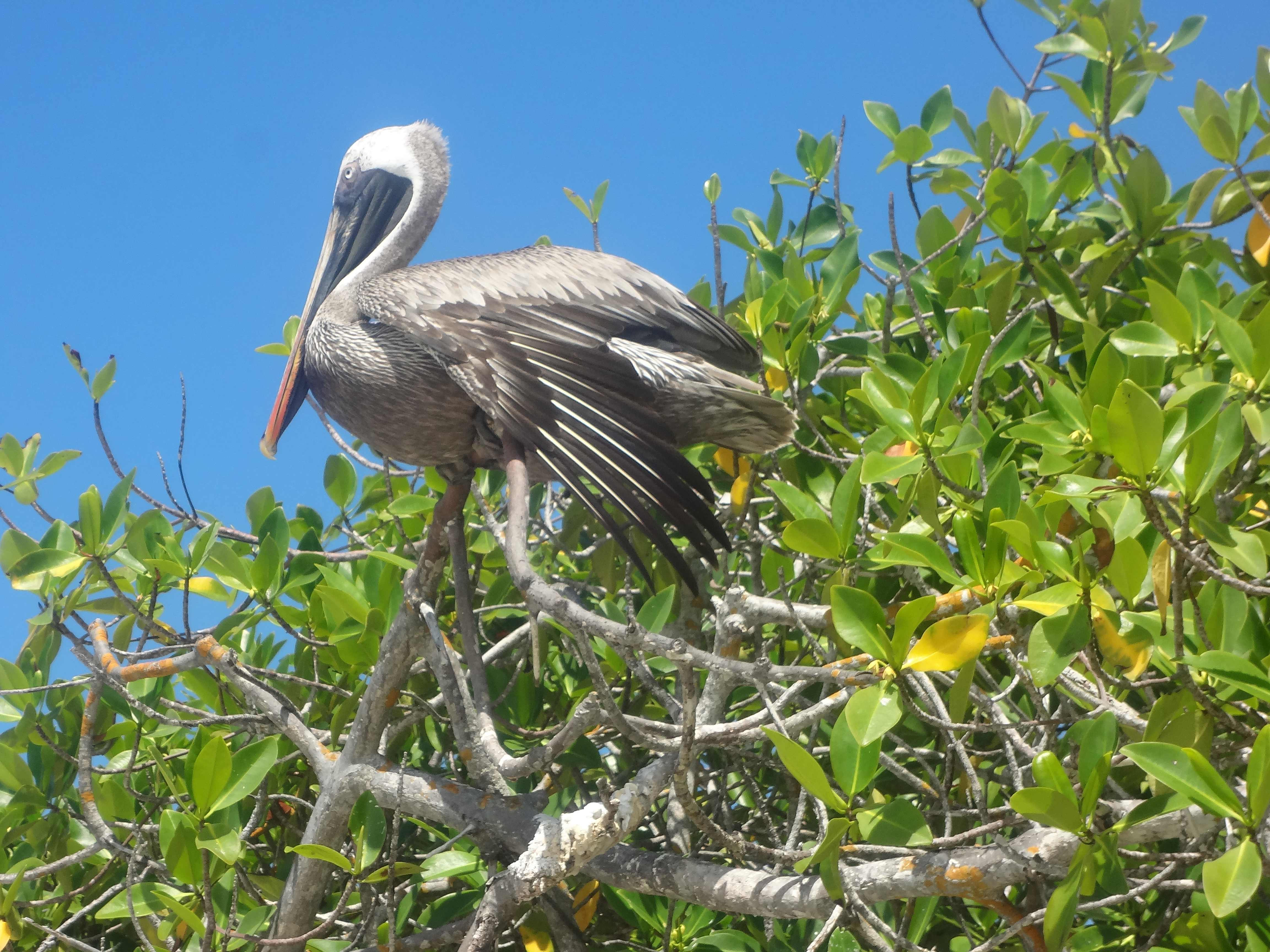
Американский бурый пеликан
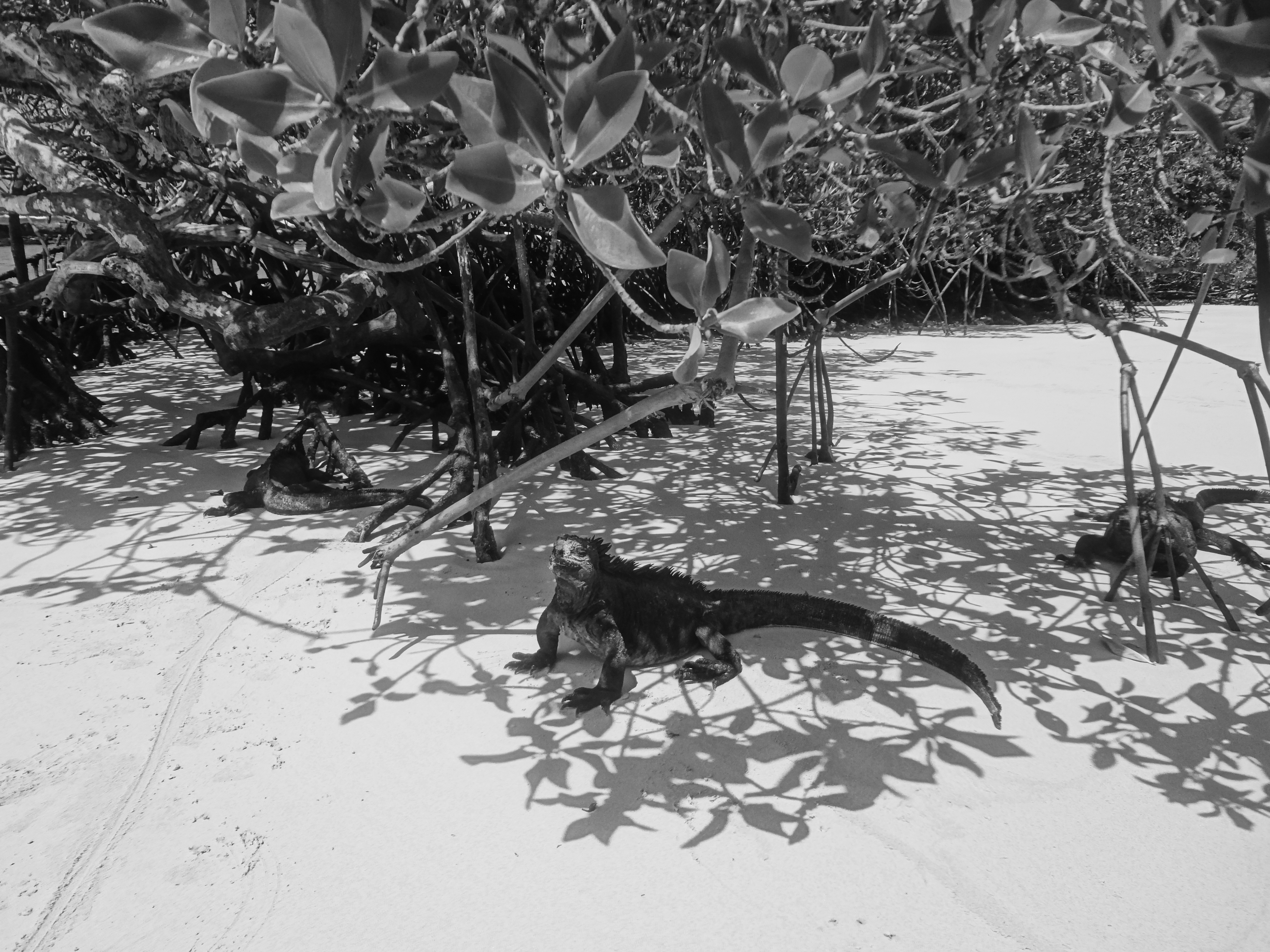
Морская игуана

### Животные, находящиеся под охраной
- Обыкновенный конолоф (Conolophus subcristatus)
- Бледный конолоф (Conolophus pallidus)
- Морская игуана (Amblyrhynchus cristatus)

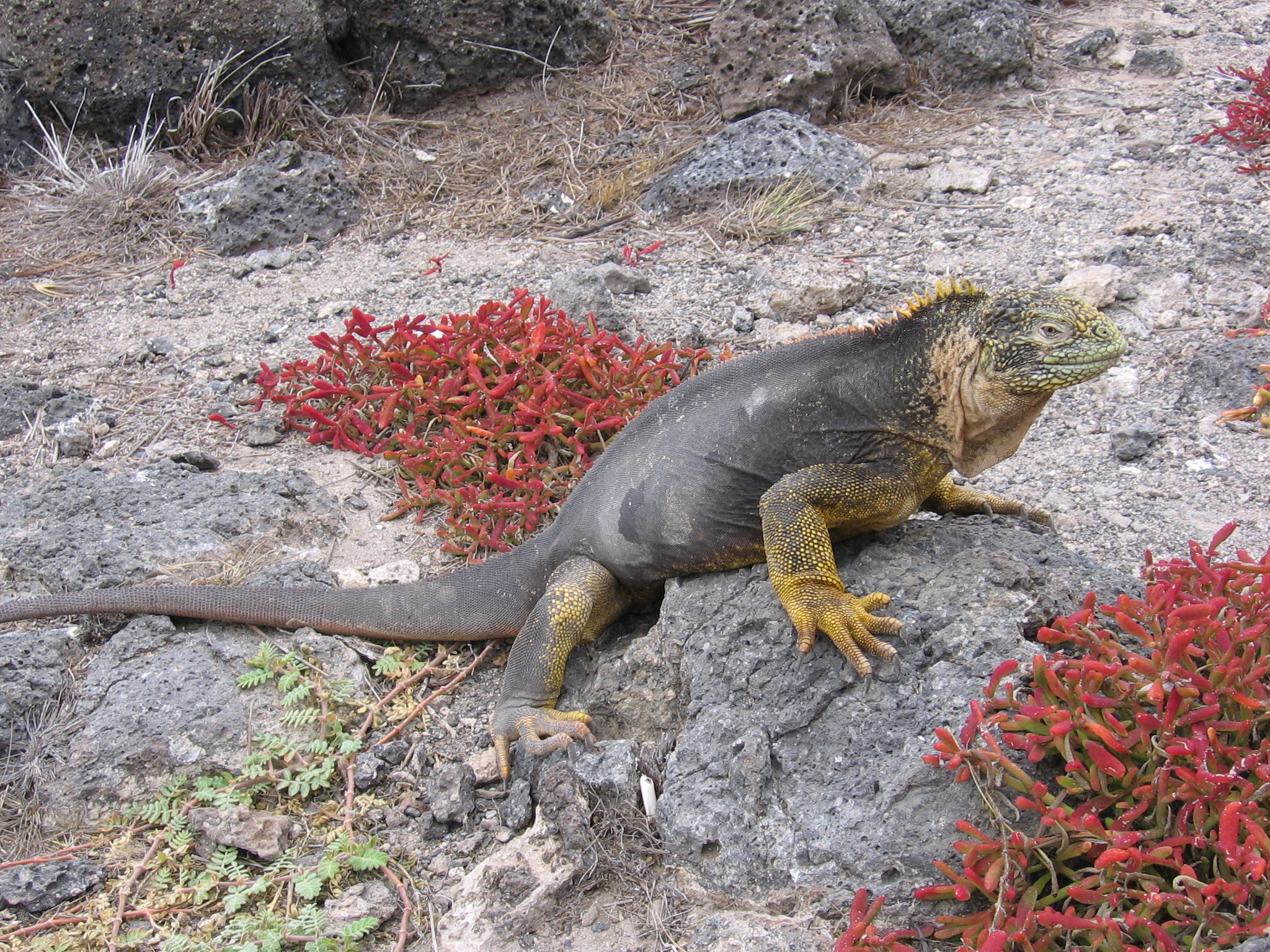
Галапагосский конолоф (Conolophus subcristatus)

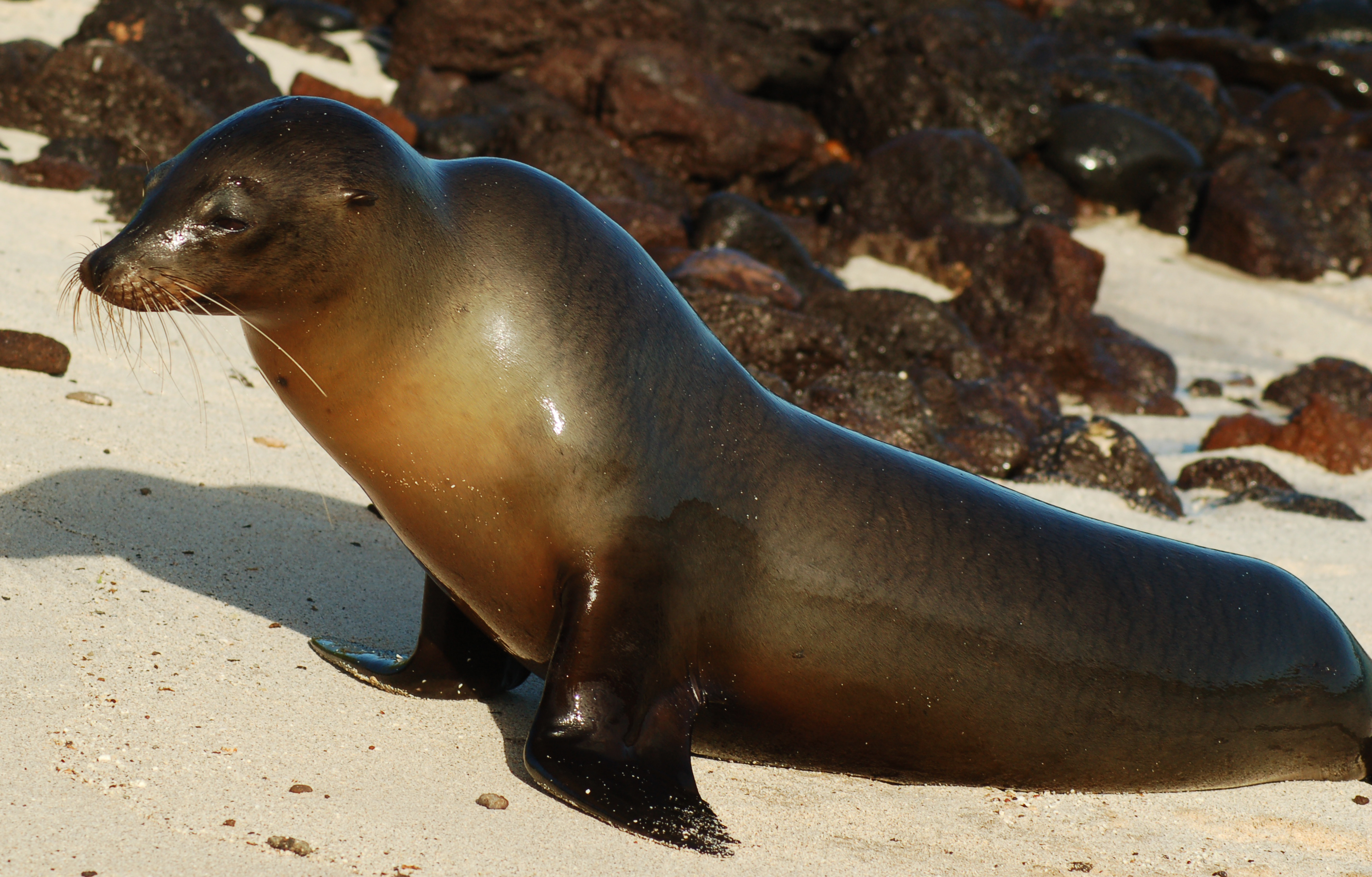
Галапагосский морской лев

- Слоновая, или Галапагосская, черепаха (Geochelone elephantopus)
- Голубоногая олуша (Sula nebouxii)
- Зелёная черепаха (Chelonia mydas)
- Голотурии (Holothuroidea)
- 13 видов птиц семейства овсянковых (или танагровых), известные как «дарвиновы вьюрки»
- Дятловый древесный вьюрок (Camarhynchus pallidus)
- Галапагосский пингвин (Spheniscus mendiculus)
- Галапагосский баклан (Phalacrocorax harrisi)
- Галапагосский канюк (Buteo galapagoensis)
- Галапагосский морской лев (Zalophus wollebaeki)

### Экологические угрозы
Главную угрозу для архипелага представляют различные интродуцированные (случайно либо специально завезённые) виды растений и животных, такие как козы, кошки или крупный рогатый скот. Быстро размножаясь, эти инвазивные виды опустошают среду обитания коренных обитателей. Ввиду малого количества естественных хищников на островах местные виды беззащитны перед завезёнными видами и часто становятся их жертвами.
Наиболее вредоносными для архипелага растениями являются гуайява (Psidium guajava), авокадо (Persea americana), хинное дерево (Cinchona pubescens), охрома пирамидальная (Ochroma pyramidale), ежевика (Rubus glaucus), различные цитрусовые (апельсин, грейпфрут, лимон), дурман душистый (Datura arborea), клещевина обыкновенная (Ricinus communis) и слоновая трава (Pennisetum purpureum). Эти растения широко распространились и вытеснили родные виды во влажных зонах островов Сан-Кристобаль, Флореана, Исабела и Санта-Крус.
Многие виды были завезены на остров пиратами. Известный путешественник Тур Хейердал указал на документы, которые говорят о том, что вице-король Перу, зная, что пираты питаются на островах дикими козами (ими же привезёнными и выпущенными на волю), приказал выпустить там на волю собак для уничтожения этих коз. После неудачной колонизации острова Флореан Хосе де Вильямиль приказал распространить коз, ослов, коров и других домашних животных с ферм острова и на других островах для будущей колонизации.
В настоящее время архипелаг до сих пор населяют многие инородные животные, такие как козы, свиньи, собаки, крысы, мыши, кошки, овцы, лошади, ослы, коровы, домашняя птица, муравьи, тараканы и некоторые паразиты. Собаки и кошки нападают на беззащитных диких птиц и разрушают их гнёзда, ловят игуан, сухопутных и морских черепах. Свиньи наносят ещё больший вред, разрушая гнёзда черепах и игуан, а также уничтожая природную растительность в поисках насекомых и корней. Возможно, свиньи стали причиной исчезновения игуан на острове Сантьяго, хотя во времена Дарвина они там были. Чёрные крысы (Rattus rattus) нападают на маленьких галапагосских черепах, когда те оставляют гнездо, и в результате на острове Пинсон черепахи приостановили воспроизводство на более чем 50 лет; сейчас там можно встретить только взрослые особи. Кроме того, с появлением чёрной крысы исчезла местная крыса-эндемик. Коровы и ослы поедают всю доступную растительность в округе и тем самым отнимают и так малое количество воды у местных разновидностей. В 1959 году рыбаки завезли на остров Пинта двух коз и одного козла; в 1973 году служба национального парка оценила поголовье коз на острове в более чем 30 000 особей. В 1967 году козы были завезены на остров Марчена, а в 1971 году — на остров Рабида.
Быстрый рост домашней птицы на необитаемых островах вызвал беспокойство учёных по поводу возможности передачи болезней от домашней птицы к дикой и возникновения эндемии.
Акватория галапагосских островов находится под угрозой незаконной рыбной ловли, наряду с другими проблемами. Особую озабоченность вызывает охота на местных акул и несезонный сбор урожая морских огурцов. Также вызывает озабоченность бурное развитие индустрии туризма и прирост местного населения, вызванный высоким коэффициентом рождаемости и нелегальной иммиграцией. Недавняя авария на нефтяном танкере «Джессика», в результате которой появилось большое нефтяное пятно, вызвала всплеск общественного внимания в мире к проблемам архипелага.

## Основные острова

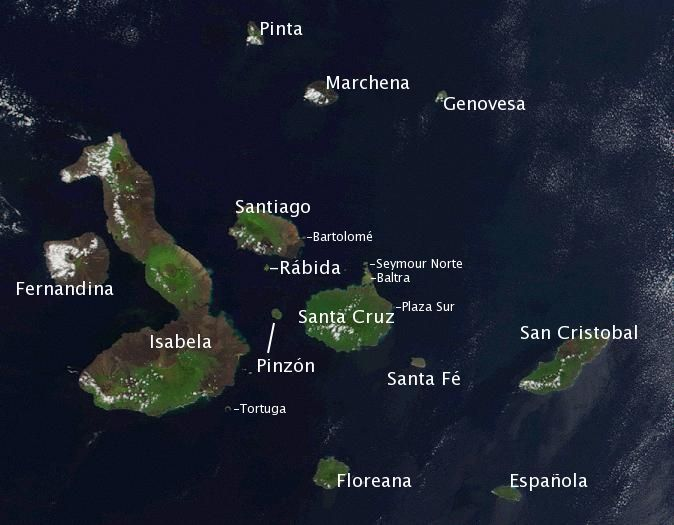
Карта островов архипелага

Архипелаг был известен под многими различными названиями, включая «Заколдованные острова» (англ. Enchanted Islands) из-за быстрых океанических течений, сделавших сложной навигацию. Первая сырая навигационная схема островов была сделана пиратом Эмброзом Коули (англ. Ambrose Cowley) в 1684 году, в которой он присвоил имена островов в честь его знакомых пиратов либо английских дворян, помогавших пиратам. Своё название архипелаг получил благодаря обитающим здесь слоновым черепахам, чьё испанское название — Galápagos — перешло к самому архипелагу.
| Острова (русск.)          | Острова (исп.)             | Острова (англ.) | Площадь, км² | Население, чел. | Кантон         |
| ------------------------- | -------------------------- | --------------- | ------------ | --------------- | -------------- |
| Исабела (Албемарл)        | Isla Isabela               | Albemarle       | 4588,12      | 2200            | Исабела        |
| Санта-Крус (Индефатигабл) | Isla Santa Cruz            | Indefatigable   | 985,55       | 15 000          | Санта-Крус     |
| Фернандина (Нарборо)      | Isla Fernandina            | Narborough      | 642,48       | 200             | Исабела        |
| Сан-Сальвадор (Джеймс)    | Isla San Salvador/Santiago | James           | 584,65       | -               | Санта-Крус     |
| Сан-Кристобаль (Чатем)    | Isla San Cristóbal         | Chatham         | 558,08       | 8400            | Сан-Кристобаль |
| Санта-Мария (Чарльз)      | Isla Floreana/Santa María  | Charles         | 172,53       | 100             | Сан-Кристобаль |
| Марчена (Биндло)          | Isla Marchena              | Bindloe         | 129,96       | -               | Санта-Крус     |
| Эспаньола (Худ)           | Isla Española              | Hood            | 60,48        | -               | Сан-Кристобаль |
| Пинта (Абингдон)          | Isla Pinta                 | Abingdon        | 59,40        | -               | Санта-Крус     |
| Бальтра                   | Isla Baltra                | -               | 26,19        | -               | Санта-Крус     |
| Санта-Фе (Баррингтон)     | Isla Santa Fe              | Barrington      | 24,13        | -               | Сан-Кристобаль |
| Пинсон (Дункан)           | Isla Pinzón                | Duncan          | 18,15        | -               | Санта-Крус     |
| Хеновеса (Тауэр)          | Isla Genovesa              | Tower           | 14,10        | -               | Сан-Кристобаль |
| Рабида (Джервис)          | Isla Rábida                | Jervis          | 4,99         | -               | Санта-Крус     |
| Симор                     | Isla Seymour               | -               | 1,84         | -               | Санта-Крус     |
| Уэнмен (Вулф)             | Isla Wolf                  | Wenman          | 1,34         | -               | Исабела        |
| Тортуга                   | Isla Tortuga               | Brattle         | 1,29         | -               | Исабела        |
| Бартоломе                 | Isla Bartolomé             | -               | 1,24         | -               | Санта-Крус     |
| Кулпеппер (Дарвин)        | Isla Darwin                | Culpepper       | 1,06         | -               | Исабела        |

### Бартоломе
Остров назван в честь лейтенанта Дэвида Бартоломью (David Bartholomew) из британских военно-морских сил. Это маленький остров к востоку от о. Сантьяго. На фоне острова в 2003 году был снят художественный фильм «Хозяин морей: На краю Земли».
О. Бартоломе является потухшим вулканом и имеет ряд различно окрашенных вулканических формаций, включая конусообразный холм из туфа, известный как Pinnacle Rock. Этот частично подвергшийся эрозии холм образовался тогда, когда лава достигла водной поверхности. Контакт с морской водой вызвал так называемое фреатическое извержение, или извержение бандайсанского типа. Взорванные расплавленные фрагменты вместе образовали спаянный туф.
На острове живут галапагосские пингвины, морские львы; гнездятся морские черепахи. Возле острова живут рифовые акулы (Triaenodon obesus).

### Уэнмен (Вулф)
Этот остров назван в честь немецкого геолога Теодора Вольфа. Площадь острова составляет всего 1,3 км², максимальная высота — 253 м над уровнем моря. Здесь живут морские котики, фрегаты, масковые и красноногие олуши, морские игуаны, акулы, киты, дельфины и галапагосские чайки (Creagrus furcatus). Самым известным обитателем острова является остроклювый земляной вьюрок (Geospiza difficilis septentrionalis), питающийся кровью олуш и живущий только на этом острове.

### Кулпеппер
Площадь — 1,1 км², максимальная высота — 168 м. Здесь можно встретить морских котиков, фрегатов, морских игуан, галапагосских чаек, морских львов, китов, морских черепах, дельфинов, красноногие и назка (Sula granti) олуши.

### Хеновеса
Площадь составляет 14 км², максимальная высота — 76 м. Остров сформировался из остатков большого кратера, погружённого в воду. Его также называют «птичьим островом» ввиду большого птичьего разнообразия. В заливе Дарвина можно увидеть фрегатов и галапагосских чаек — единственных на острове, ведущих ночной образ жизни. На острове также живут красноногие олуши, крачки (Anous), галапагосские дымчатые чайки (Larus fuliginosus), фаэтоны, голуби, качурковые (Hydrobatidae) и «дарвиновы вьюрки». Имеется смотровая площадка «Ступени принца Филиппа», а также лес Пало-Санто.

### Исабела
Остров назван в честь королевы Изабеллы, спонсировавшей путешествия Христофора Колумба. Это самый крупный остров архипелага, его площадь составляет 4640 км². Самой высокой точкой считается вулкан Вулф высотой 1707 м над уровнем моря. Остров имеет форму морского конька, которая объединяет в себе 6 различных вулканов, вместе образовавших одну сплошную земную поверхность. На острове водятся галапагосские пингвины, галапагосские бакланы (Phalacrocorax harrisi), морские игуаны, олуши, пеликаны и крабы Grapsus grapsus. На склонах вулканов Исабелы можно увидеть игуан, сухопутных черепах, а также вьюрков, галапагосского канюков (Buteo galapagoensis), галапагосского голубя и фламинго. Третий по численности населения посёлок, Пуэрто-Вильямиль, расположен на юго-восточной оконечности острова.

### Марчена
Площадь острова — 130 км², максимальная высота — 343 м над уровнем моря. На острове водятся галапагосские канюки (Buteo galapagoensis) и морские львы. Также остров является основным местом обитания ящериц Tropidurus delanonis.

### Пинта
Площадь острова — 60 км², максимальная высота — 777 м над уровнем моря. На острове водятся галапагосские чайки, морские игуаны, перепелятники (Accipiter) и морские котики. Также остров является родным домом одного из редчайших существ на земле — черепахи подвида Geochelone nigra abingdoni, единственным экземпляром которого в течение длительного времени являлся престарелый самец по имени Одинокий Джордж, живший на территории дарвиновского центра. Поскольку надежды обнаружить других представителей этого подвида почти не осталось, он считается полностью исчезнувшим со смертью Джорджа в 2012 году.

### Рабида
Площадь острова — 4,9 км², максимальная высота — 367 м над уровнем моря. Большое количество железа в составе лавы придало острову красноватый оттенок. В небольшой лагуне с солёной водой возле берега обитает белощёкая шилохвость (Poecilonetta bahamensis). В ней также гнездятся бурые пеликаны и олуши. На острове водятся девять видов вьюрков.

### Сан-Кристобаль
Площадь острова — 558 км², самая высокая точка — 730 м над уровнем моря. На острове и возле него живут фрегаты, морские львы, гигантские черепахи, голубоногие и красноногие олуши, фаэтоны (Phaethontidae), морские игуаны, дельфины, галапагосские чайки. Эндемиками острова являются ящерицы вида Microlophus bivittatus. Среди растений можно встретить виды каландриния галапагосская (Calandrinia galapagos), лекокарпус дарвиновский (Lecocarpus darwinii), гваякум лечебный (Lignum vitae) и Malus germicana. На возвышенности острова находится самое крупное пресное озеро архипелага — Лагуна Эль Джунко. На южной оконечности острова находится столица Галапагосской провинции городок Пуэрто-Бакерисо-Морено.

### Санта-Крус
Это самый населённый остров архипелага. Его площадь составляет 986 км², самая высокая точка — 864 м. Название острова на испанском языке означает «Святой Крест». На острове расположен самый крупный населённый пункт архипелага город Пуэрто-Айора. Здесь также находятся Главное управление Национального парка и Исследовательская станция Чарльза Дарвина. На станции имеется центр разведения черепах перед последующим выпуском их на волю. На вершинах острова произрастает богатая растительность и находятся знаменитые туннели, состоящие из лавы. На острове также большая популяция черепах. В бухте «Чёрная черепаха», окружённой манграми, часто спариваются морские черепахи, скаты и небольшие акулы. На острове имеется лагуна с фламинго, имеющая название Серро-Драгон.

### Санта-Фе
Площадь острова — 24 км², самая высокая точка — 259 м над уровнем моря. На острове находится самый большой на архипелаге лес из кактусов Opuntia. Выветрившиеся скалы служат хорошим местом для гнездовья галапагосских чаек, фаэтонов, буревестников. На острове также можно увидеть так называемых «лавовых ящериц».

### Сан-Сальвадор
Площадь острова — 585 км², максимальная высота — 907 м над уровнем моря. Водятся морские игуаны, морские котики, морские львы, сухопутные и морские черепахи, фламинго, дельфины и акулы. Свиньи и козы, завезённые ранее на остров, искоренены. В заливе Сулливан можно наблюдать недавние (около 100 лет назад) потоки лавы.

### Пласа-Сур
Площадь острова — всего 0,13 км², самая высокая точка находится на высоте 23 м над уровнем моря. Флора острова включает в себя кактусы Opuntia и растения Сезувиум (Sesuvium), которые образуют красноватый ковёр поверх формации застывшей лавы. Здесь живут игуаны и большое количество разнообразных птиц, которых можно наблюдать на клифах на южной оконечности острова.

### Симор
Площадь острова — 1,9 км², высота — до 28 м над уровнем моря. На острове большая популяция голубоногих олуш и галапагосских чаек. Также здесь находится одна из самых больших колоний фрегатов.

### Фернандина
Остров назван в честь испанского короля Фердинанда, спонсировавшего путешествие Христофора Колумба. Площадь острова — 642 км², самая высокая точка — 1494 м над уровнем моря. Это самый молодой и самый западный остров архипелага. 13 мая 2005 года на острове началось новое извержение вулкана, пепел и облако из паров воды поднялось на высоту до 7 км, а лава потекла в сторону моря. На небольшом участке суши, названном Пунта-Эспиноса, водятся сотни морских игуан. На острове также водятся галапагосские бакланы, галапагосские пингвины, пеликаны и морские львы. На острове соседствуют застывшие потоки лавы и мангровые заросли.

### Санта-Мария
Площадь острова — 173 км², высшая точка — 640 м над уровнем моря. Этот остров был заселён одним из первых и у него довольно богатая история. С декабря по май на острове гнездятся фламинго и зелёные морские черепахи. Здесь также гнездится гавайский тайфунник (Pterodroma phaeopygia) — морская птица, большую часть своей жизни проводящая вдали от берега. У залива Пост-Офис в XVIII веке китобои держали дубовые бочки, которые использовали в качестве почтовой тары, отправляемой кораблями в Европу или США. В районе «Короны Дьявола» есть подводный вулканический конус и коралловые формации.

### Эспаньола
Имя Эспаньола получил в честь Испании. Площадь острова составляет 60 км², максимальная высота — 206 м над уровнем моря. Это самый старый остров архипелага, его возраст оценивается в 3,5 млн лет. Это также самый южный остров. Отдалённость острова от остальной группы способствует большому количеству эндемиков на острове и приспособленности к природным ресурсам острова. Игуаны на Эспаньоле появляются только во время брачного сезона.
Здесь обитает галапагосский альбатрос (Phoebastria irrorata) — редкий вид птиц. Крутые скалы острова прекрасно подходят для взлёта этих больших птиц, которые питаются у берегов Эквадора и Перу.
На Эспаньоле есть две площадки для посетителей. Залив Гарднер имеет хороший пляж и место для купания и ныряния. В районе Пунта-Суарес можно наблюдать дикую природу с большим разнообразием местной фауны.